# Béisbol en Chile
El béisbol en Chile comienza a desarrollarse a principios del siglo XX, por parte de inmigrantes. La mayor actividad y competencias de este deporte se llevan a cabo en algunas ciudades del norte como lo son Arica, Iquique, Tocopilla, Antofagasta y La Serena), lugar donde comenzó a realizarse el deporte en el país. En la Zona Central de Chile hay asociaciones deportivas en las ciudades de Valparaiso, San Antonio, Santiago y Concepción. La actividad es regulada por la Federación de Béisbol y Sóftbol de Chile (Fechibeis) y compite con la Selección de béisbol de Chile. además hay una nueva liga de béisbol profesional llamado Liga Chilena de Béisbol

## Historia
Los primeros antecedentes del béisbol y sóftbol en Chile se encuentran durante la fecha de la independencia de Estados Unidos, el 4 de julio de 1918; es una foto en la que aparecen disputando un partido jugadores norteamericanos en Tocopilla, en el día patrio de Estados Unidos.
En los tiempos del apogeo del salitre en el norte de Chile, y producto del desarrollo de la ciudad de Iquique y su avance industrial, son varios los barcos que atracan en esta ciudad-puerto con gente que venía a buscar mejores remuneraciones, y en una de ellas (la nave de la Línea Marú), viajó a la ciudad un japonés, Tatsukichi Sakurada Endo, que se hizo llamar «Juan», quería practicar el béisbol, que había sido de los mejores en Estados Unidos, Europa y su país natal. Con 8 jugadores que encuentra en la ciudad, funda en 1931 la Asociación de Béisbol en Iquique y en Chile, siendo el primer organismo regulador del deporte en el país.
Las primeras prácticas se llevaban en rudimentarios diamantes de la ciudad y con implementación hechiza fabricada por Sakurada que no eran de lo mejor 2. Sin embargo, la competencia era casi nula, pero al poco tiempo el deporte se empieza a practicar en otras ciudades del norte, en donde se forman competencias y clubes, como Tocopilla, Antofagasta, Chuquicamata y por supuesto en Iquique.
En Santiago se fundan los primeros clubes, cuando japoneses, junto a chilenos y otros interesados como nicaragüenses y venezolanos; quienes, en 1949, en el norte, jugarían el primer torneo entre ciudades en la historia del béisbol chileno. En 1953 se establece un campeonato nacional adulto que se realizaría anualmente, en el cual Tocopilla ha vencido en casi el 50 % de los partidos llevados a cabo hasta la actualidad, y en 1954 se funda la Federación Chilena de Béisbol y Softbol.
En Iquique a partir de unos 14 clubes existentes aproximadamente, se forma una novena que sería campeona nacional del béisbol, y luego lo sería otra vez en 1956, en Antofagasta, en 1960 estando en María Elena, y también en Iquique, en 1960. Dos grandes jugadores del plantel iquiqueño que fueron las figuras en los torneos nombrados fueron Manuel Loyola y Luis Guerrero, este último era uno de los pitchers más victoriosos, que lanzó 6 innings en una jornada, y en la siguiente lanzó nueve contra Santiago en el campeonato del '60.
En el norte de Chile había un buen nivel deportivo por la buena organización de los dirigentes, pero después del campeonato del '60, la desaparición de éstos con el inicio de la nacionalización del cobre y el hecho de que en la mayoría de los casos los únicos jugadores eran norteamericanos y/o británicos, bajó el nivel competitivo y desaparecieron varios clubes, sin embargo los combinados de Iquique siguieron teniendo victorias entre los primeros lugares como en 1968 y 1975. Producto del desequilibrio del deporte en Iquique, Tocopilla se alza como el mejor equipo nacional, obteniendo unas 18 veces consecutivas el título de campeón nacional.
La década de 1980 resultó ser la mejor época del béisbol (al igual que otros deportes) en Chile, en su mayor parte debido a la decepción que tuvo el fútbol en España '82, llegando al Mundial Juvenil de Béisbol realizado en Japón durante 1989. Sin embargo, la victoria de Colo-Colo en la Copa Libertadores 1991 desembocó en un resurgimiento del fútbol en el país, y el béisbol, así como el basquetbol o el boxeo, empezó a tener una seria decadencia, la cual se agudizó durante la llamada «fiebre del tenis» durante los años 1998 y 2004, periodo en el cual el béisbol estuvo a punto de desaparecer de la esfera profesional, como sucedió con el baloncesto o el voleibol (siendo hoy en día ambos deportes relegados al ámbito estudiantil o de aficionados). De hecho la federación de este deporte ha denunciado literalmente un virtual duopolio deportivo entre el fútbol y el tenis, haciendo campaña para evitar la misma suerte que han enfrentado casi todos los demás deportes profesionales en Chile, aunque también cabe notar el hecho de que Chiledeportes depende del Comité Olímpico Internacional (IOC, organismo conocido por su postura pro-europea) para el desarrollo de Chile en la escena deportiva internacional, lo que resultó en la eliminación del diamante en el Estadio Nacional con otros jardines deportivos (con la mayoría de estos en deplorable estado) para expandir las canchas para fútbol, tenis y atletismo, por lo que el béisbol podría tener que esperar algún tiempo para ser un deporte masivo en el país.
A mediados del 2002, estudiantes de la Universidad de Tarapacá de Arica, inician la preparación de entrenadores y profesores de educación física, con el fin de dar sustento a una nueva liga. Esta nueva experiencia está compuesta por nuevos jugadores y entrenadores, apoyado por Little League org, la Universidad de Tarapacá de Arica y la Embajada de Estados Unidos en Chile. Este proyecto logró tener más de 300 niños entrenando y jugando los fines de semana, en los 6 equipos escolares, coordino encuentros con la Marina y fuerza Aérea de USA. Little League Arica-Chile extendió su proyecto hasta fines del 2008. Su presidente, Rafael Muranda López, no descarta reiniciar estos proyectos en todo Chile.
En 2020, en plena pandemia, el presidente Rafael Muranda conforma un nuevo equipo de dirigentes chilenos y venezolanos para revivir el proyecto en la región metropolitana, consiguiendo 1 campo deportivo y 6 equipos en 5 categorías, y alcanzando a más de 600 niños de 3 a 17 años de edad.
Actualmente (2021), Little League Chile es un proyecto social que busca darles nuevo hogar a los niños migrantes, incorporar a los migrantes a la sociedad chilena y fomentar el deporte y la participación de los padres en el desarrollo integral de sus hijos.
Little League Chile inicia sus preparativos para una expansión nacional con miras a participar en torneos internacionales.

## Asociaciones

### Federación de Béisbol y Sóftbol de Chile

#### Asociaciones locales
- Arica
- Iquique
- Alto Hospicio
- Tocopilla
- Antofagasta
- La Serena
- Viña del Mar
- San Antonio
- Santiago
- Octava Región

#### Clubes
- Eastern Islanders
- Metropolitan Hawks
- Santiago Industriales
- Antofagasta Warriors
- Guerreros de Curicó
- Coquimbo Pirates
- Santiago Miners
- Rebeldes de Tocopilla
- Sultanes de Talca
- Club de Béisbol CGE
- Huasos de Iquique
- La Serena United

## Campeones Nacionales de Béisbol Masculino Adulto
| Año             | Mes        | Ciudad Anfitriona | Campeón     | Subcampeón |
| --------------- | ---------- | ----------------- | ----------- | ---------- |
| 2019            | Septiembre | Antofagasta       | Antofagasta | Arica      |
| 2013            | Enero      | Antofagasta       | Tocopilla   | Santiago   |
| 2010            | Septiembre | Iquique           | Antofagasta | Tocopilla  |
| 2010            | Enero      | Santiago          | Antofagasta | Tocopilla  |
| En construcción |            |                   |             |            |

## Campeonas Nacionales de Softbol Femenino Adulto
| Año             | Mes   | Ciudad Anfitriona | Campeón  | Subcampeón  |
| --------------- | ----- | ----------------- | -------- | ----------- |
| 2020            | Enero | Antofagasta       | Santiago | Antofagasta |
| 2017            | Julio | Antofagasta       | Iquique  | Antofagasta |
| En construcción |       |                   |          |             |

## Logros
Chile ha participado en siete campeonatos sudamericanos categoría adulto; entre ellos ha organizado tres: en Santiago, en 1959 y 2013, y otros en Antofagasta y Tocopilla en 1970.
En Arica, en el año 1981, se llevó a cabo un Campeonato Sudamericano Juvenil, en donde se obtuvo el título de campeón del mundo. En 1989, Chile jugó en el Campeonato Mundial Juvenil en Japón, donde se logró estar entre los Top Ten mundialistas, con el noveno lugar.